# 極東放送 (沖縄)

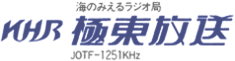
極東放送時代のロゴ（1）。

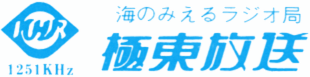
極東放送時代のロゴ（2）。

極東放送（きょくとうほうそう）は、1958年2月23日から1984年8月31日まで沖縄県で中波放送（AM放送）を行っていた一般放送事業者（現：民間特定地上基幹放送事業者）。浦添市に本社、スタジオを設けていた。コールサインはJOTF（那覇 1251kHz）。現在のエフエム沖縄（コールサイン：JOIU-FM 那覇 87.3MHz）の前身である。
キャッチフレーズは「見えるラジオの極東放送」。

## 概要
アメリカ統治時代の1958年2月23日、アメリカのキリスト教系法人組織「極東放送」（“Far East Broadcasting Company”、略称はFEBC）によって開設された。当初はKSABの1波だけで、英語と日本語による2カ国語放送を行っていた。1960年2月、KSDXが日本語専門局として放送を開始。沖縄では1954年10月に日本語局を開局し1955年に2波目の英語局を始めた琉球放送に次ぐAMラジオ1局2波体制となり、KSABは英語専門局となった。また、1961年1月、KSBUが中国語専門局として放送を開始、アメリカ統治の沖縄を含む日本の放送局ではNHK（第1・第2・FM）に次ぐラジオ1局3波体制となった。当時アメリカと国交がなく、布教活動が困難であった中国への伝道および対中国に向けたアメリカの宣伝のため、中国語放送には国頭村に設置された100kW大出力送信機が使用された。
日本語専門局（KSDX）の開始当初は宗教放送局の特性からその全てがキリスト教関連番組で占められていたが、後にFEBC沖縄が1960年代に進めていたPM（“Portable Missionary”）計画（後述、沿革参照）の一環として、ラジオを持っていない貧困家庭の信仰と生活の向上と充実化を図るため、KSDX受信専用（1250kc固定受信）のポータブルラジオを無償貸与で配布。また、番組編成も本来の目的であるキリスト教関連（プロテスタント）の布教番組や聖歌・ゴスペル・讃美歌などの宗教音楽（キリスト教音楽）を中心に、琉球民謡・最新洋楽・クラシック・オペラなどの一般音楽番組、ニュース等の生活情報、学校放送、農漁業関連番組などといった一般番組も放送されるようになったが、宗教局のためか娯楽番組についてはほぼ皆無に等しかった。これらの放送では沖縄県内のほぼ全て（先島諸島と大東諸島の地域では混信することもある。）に電波が流れていたため、当然キリスト教信者以外のリスナーでも番組を聴くことができた。
なお、FEBC時代のオンエアする音楽ジャンルは、宗教音楽である聖歌・ゴスペル・讃美歌はもちろんのことクラシックやオペラに関してはほぼ放送コード無制限で、アメリカからの新譜レコードが毎週のように続々届いていたが、一部の洋楽や琉球民謡を含めた日本音楽に関してはアメリカの宗教放送局ということもあり、歌詞の中に局独自の放送コードに抵触する恐れがある音楽（一例で「恋」などを連想させる歌詞など）は流さないなど、一定の制限が掛かっていた。
また、FEBC時代の運営資金は法人資金や教会・信者などの寄付金で賄われており、CMは放送されなかった。この特徴を活かして、クラシックやオペラなどの長尺音源も番組内でフル演奏で流していたという。
1972年5月15日の沖縄の日本復帰に際して、日本の放送法では外国法人により運営される放送局および宗教放送局ならびにラテ兼営でない一局複数波の商業放送局が認められていないこと。米軍との距離の近さから、当初は本土復帰と同時に日本語・英語放送も含めて廃止する方向であったが上記PM計画による音楽・一般番組放送の実績が認められ、最終的に日本語放送のみFEBCの運営から離れ、民間放送となる方向での存続が決定。しかし、この決定に衆議院議員（当時）の瀬長亀次郎は異を唱え、政府に追求した。
FEBCは韓国に「財団法人亜細亜放送局」（現・済州極東放送）を設立。済州島に送信施設を新設した（日本語番組は東京のFEBC日本支社で制作）。「沖縄の復帰に伴う特別措置に関する法律」により、日本語局には放送事業を継承する日本法人の設立まで1年間の放送継続が認められ（呼出符号はJOTFに変更）、1972年12月15日に「財団法人極東放送」が設立された。英語局は米国法人のままで、5年間の放送継続が認められた（呼出符号はJOFFに変更、1977年1月に廃止）が中国語局の存続は認められず、復帰と同時に廃止された。その後、日本法人の財団法人極東放送は1973年2月23日に日本民間放送連盟に加盟。略称として「KHR」（Kyokuto Hoso Radio）が制定された。
1978年3月27日、放送事業の受け皿として株式会社極東放送が設立された。同年4月25日に財団法人極東放送から株式会社極東放送に放送事業が譲渡され、これに伴い、極東放送の無線局免許は同会社に承継された。
日本の民間放送としての極東放送はFM東京とラジオ関東（現・RFラジオ日本）と提携関係を結び、番組供給を受けていた。特殊事情とはいえ、この時期は沖縄県には民放AMラジオ局が3局も存在していたことになる。時報CMは1973年10月から中波放送廃止まで4大都市のFM局（東京、愛知、大阪、福岡）と同様、スポンサーが流れていた。その一方で、首都圏（京浜地区）・大阪以外のAM放送局で構成する地方民間放送共同制作協議会（火曜会）については、編成の性質上ならびに沖縄の先発民放ラジオ2局（RBC・ROK）に押さえられたため、中波放送廃止まで一貫して非加盟だった。
極東放送の中波放送は1984年8月31日の特別番組放送を最後に廃止され、翌9月1日に「株式会社エフエム沖縄」に改組・社名変更。同日午前0時放送の『JET STREAM』より超短波（FM）放送を開始。極東放送の停波は、実際には9月1日未明となり、停波までは2波並存となった。
日本のアメリカ軍軍人向けラジオ局のFEN（極東放送網　沖縄県にも放送局あり。現在のAFN）とは一切関係がなかった。

## 資本構成
1978年3月31日時点。出典：
| 資本金   | 授権資本    | 1株    | 発行済株式総数 |
| -------- | ----------- | ------ | -------------- |
| 7000万円 | 2億7000万円 | 1000円 | 70,000株       |

| 株主       | 株式数   | 比率   |
| ---------- | -------- | ------ |
| 長濱弘     | 15,000株 | 21.42% |
| 隅元吉春   | 05,000株 | 07.14% |
| 小佐野栄   | 05,000株 | 07.14% |
| 藤村昇     | 05,000株 | 07.14% |
| 松岡正雄   | 05,000株 | 07.14% |
| 内田昇     | 05,000株 | 07.14% |
| 金城睦保   | 05,000株 | 07.14% |
| 上原勇吉   | 05,000株 | 07.14% |
| 比嘉寛玄   | 05,000株 | 07.14% |
| 山田託哉   | 05,000株 | 07.14% |
| 久手堅憲徳 | 05,000株 | 07.14% |

## 沿革
- 1945年（昭和20年）12月20日 - アメリカの宗教系法人「極東放送」（FEBC）、アメリカのロサンゼルスで設立。
- 1957年（昭和32年）
  - 2月 - FEBC内に沖縄放送局設置準備委員会設置。
  - 5月 - FEBC沖縄放送局、施設工事開始。
  - 9月20日 - 米国民政府、書簡によりFEBC沖縄放送局を認可（呼出符号KSAB、周波数1020kc、出力5kW）。
- 1958年（昭和33年）
  - 2月23日 - FEBC沖縄、英語と日本語の2カ国語により放送開始（6時から8時までと21時から23時までは日本語番組）。
  - 4月3日 - FEBC沖縄、KSAB局の奉献式を挙行。
- 1959年（昭和34年）3月 - 米国民政府、FEBC沖縄に第2波を認可（呼出符号KSDX、周波数1250kc、出力5kW）。
- 1960年（昭和35年）
  - 2月7日 - KSDX局、日本語専門局として放送開始。KSAB局は英語専門局に[8]。
  - 6月8日 - FEBC沖縄、社屋で火災発生（原因は電気回線のショート）。
  - 前半 - 米国民政府、FEBC沖縄に第3波を認可（呼出符号KSBU、周波数1360kc、出力100kW）。
- 1961年（昭和36年）5月1日 - FEBC沖縄、KSBU局を中国語専門局として放送開始。同時に奉献式を挙行[9]。
- 1960年代 - FEBC沖縄、PM（“Portable Missionary”）計画実施。ラジオを持たない家庭にKSDX局だけが受信できる携帯ラジオを貸し出し。
- 1970年（昭和45年）
  - 11月12日 - FEBC沖縄、琉球政府に「財団法人極東放送」設立許可申請。
  - 11月28日 - FEBC沖縄、琉球政府に放送局（日本語・英語の2局）の免許申請。
- 1971年（昭和46年）
  - 3月29日 - （韓国）電波管理局、「亜細亜放送局」に無線局許可（呼出符号HLDA、周波数1570kHz、出力250kW）。
  - 6月17日 - 「復帰後の沖縄における外国人及び外国企業の取扱いに関する愛知外務大臣発マイヤー駐日アメリカ合衆国大使あて書簡」により、FEBC沖縄（極東放送会社）に対する無線局免許について必要な措置をとることを保証。
  - 9月27日 - FEBC沖縄、英語局の免許申請取り下げ。
  - 12月8日 - （韓国）文化弘報部、「財団法人亜細亜放送局」設立許可。
- 1972年（昭和47年）
  - 5月15日 - 沖縄の日本復帰に伴う特別措置（「沖縄の復帰に伴う特別措置に関する法律」（昭和46年法律第129号）第132条第1項および第2項による）として、日本語局は放送事業を継承する日本法人の設立まで1年間の放送継続が認められ（呼出符号はKSDXからJOTFに変更）、英語局は5年間の放送継続が認められた（呼出符号はKSABからJOFFに変更）。中国語局は廃止。
  - 6月20日 - （財）極東放送（日本語放送、設立申請中）に予備免許（呼出符号JOTF、周波数1250kHz、出力5kW）。
  - 12月15日 - 「財団法人極東放送」設立許可（略称はKHR）。（財）極東放送に本免許、放送開始。
- 1973年（昭和48年）
  - 2月23日 - （財）極東放送、日本民間放送連盟に加盟。
  - 6月27日 - （韓国）電波管理局、亜細亜放送局に放送局許可。
  - 6月30日 - （韓国）亜細亜放送局、奉献式及び開局式を挙行、放送開始。
  - 10月 - （財）極東放送、FM東京（TFM）とネットワーク覚書協定書締結。
- 1977年（昭和52年）1月15日 - FEBC沖縄放送局（英語放送）廃止。FEBC沖縄、活動停止。
- 1978年（昭和53年）
  - 3月27日 - 「株式会社極東放送」設立登記（略称はKHR）。
  - 3月31日 - （財）極東放送、郵政省に廃止届を提出。（株）極東放送、開局申請[10]。
  - 4月21日 - （財）極東放送に解散許可。（株）極東放送に予備免許（呼出符号JOTF、周波数1250kHz、出力5kW）[11]。
  - 4月24日 - （財）極東放送廃止。同財団所有の施設・資産・負債・従業員等事業の一切を（株）極東放送に継承。
  - 4月25日 - 極東放送、財団法人から株式会社に改組[11]。（株）極東放送に本免許、放送開始。
  - 8月26日 - （株）極東放送、超短波（FM）放送局免許申請。
  - 11月23日 - 全国一斉周波数9kHzステップ変更で1251kHzに。
- 1983年（昭和58年）9月19日 - 郵政省、（株）極東放送に中波局の廃止を条件にFM局の予備免許[12][13]。
- 1984年（昭和59年）
  - 8月31日 - （株）極東放送の中波放送廃止。
  - 9月1日 - （株）極東放送、「株式会社エフエム沖縄」に改組・社名変更。エフエム沖縄に本免許（呼出符号JOIU-FM、周波数87.3MHz、出力1kW）、放送開始。

## 主な番組

### 自社制作番組
☆印はエフエム沖縄で継続した番組
平日朝
- ハイサイウキミソーチ お早う!農漁村の皆さん→ハイサイウキミソーチ 今日もミークハヤーは故郷の民謡で[14]☆[15]
- おはよう!!琉球列島

平日昼前
- ハミング歌謡曲→ハミングプラザ

平日昼過ぎ
- ミュージックメニュー「あなたと私のランチタイム」
- ナツメロ広場〜電リク大作戦
- テンミカチ・ドンミカチ・ヒヤミカチ

平日夕方
- 4時です。もう一息
- ほろ酔いジョッキー☆

平日夜
- 垣花勝也の演歌心120分
- NAHOKOのスマッシュ・リクエスト
- 金城キク・クラシック・ギャラリー☆
- 尚学院アワー☆[16]

平日深夜
- ナツメロ夜行列車
- 民謡千一夜
- メロディー・フェア☆

土曜日
- ハイハーイ土曜日です
- 花の演歌 土曜日
- 浮気なサタディ
- イフコ・ホット・サタディ
- バクテン!!歌謡曲

日曜日
- モーニンモーニン・モーニング
- 民謡ワイド・スペシャル
- 森沢信夫のナツメロ・サンディ
- ブレンド・MUSIC

その他
- KHRミュージックプレゼント
- 明るいミセス
- サウンド・ポシェット
- サウンド・オフィス
- ワンマンショウ
- ミュージック・ポスト
- 6時です山川始の演歌登場
- KHRチャレンジ・ナイター→KHRウィークエンド・ナイター（ラジオ日本ジャイアンツナイターからのネット受け）
- バックリ・バック
- Feel so good→サウンドタペストリー
- ミュージックファンタジー
- KHR歌のこだま
- お早うさわやかさん
- 新人歌手登竜門民謡十人抜き
- お楽しみ琉球民謡ディスクジョッキー
- 歌謡曲をあなたに
- 週間ラジオ瓦版
- 朝の歌謡バラエティ
- サウンドプラザ11
- 今週のビルボード
- ひで坊・ドジ坊のそれゆけ青春大通り
- ミッドナイトエクスプレス
- スクリーンへの招待☆[17]

### ネット番組
- 1983年10月改編時[18]

#### エフエム東京
- ビクター・ポップス・イン・デイリー[19]
- 新日鐵アワー・音楽の森
- サントリー・サウンドマーケット
- FM25時[20][21]（きまぐれ飛行船〜野性時代〜など）
- USA LOVE MIRAGE アメリカ音楽地図
- AIWAサタデーアドベンチャー
- TDKアメリカン・サウンドシーン（土曜夜に放送。FM局では「FM25時」内の火曜深夜に放送された。）
- ソニー・ビッグ・スペシャル
- KDDミュージック・オペレーター

など。
基本、独立局でありながら、エフエム東京との番組業務提携の関係から、スポンサードネットや番販ネットも数多く存在した。また、当局で放送されたエフエム東京のほぼ全ての番組がエフエム沖縄に引き継がれた。

#### アール・エフ・ラジオ日本
- ジャイアンツ情報
- がんばれジャイアンツ!栄光の巨人軍
- 原辰徳・青春讃歌

など、読売ジャイアンツ関連番組編成が中心だった。
エフエム東京の番組とは対照的に、アール・エフ・ラジオ日本の番組はごく一部の番組を除き、廃局と同時にエフエム沖縄に引き継ぐことなく打ち切られた。また、年跨ぎで放送された「ゆく年くる年」は、中波放送局ということで、在京AM3局（TBSラジオ、文化放送、ニッポン放送）持ち回り制作版を放送した。

### FEBC時代の番組（1972年まで）

#### 自局制作番組 （KSDX → JOTF）
- 農漁村の皆様へ（『ハイサイウキミソーチ』の前身番組）
- 女性専科1250kHz
- ナイトジョッキー910
- ハイファイ音楽鑑賞会[23]
- ステレオコンサート[23]

など
また、宗教放送局の特性から所々にキリスト教関連番組や聖歌・ゴスペル・讃美歌などの宗教音楽（ともに5分〜60分）が昼夜問わず放送されていた。当然ながら上記番組に対しても当時のFEBC沖縄の方針でスポンサーはつけないため、CMを流すことはできなかった。また、日本語局と英語局の2波サイマル放送による音楽番組の立体放送（ステレオ放送）を積極的に行われたのも特筆である。なお、立体放送は復帰後の分局化に伴い終了した。

#### ネット番組
- NHK学校放送

日本復帰前当時はNHKのような公共放送のラジオ局が沖縄になかったため（1967年に沖縄放送協会（現・NHK沖縄放送局）が設立したが、テレビのみの運営だった）、RBCラジオKSAR局・ラジオ沖縄とともに琉球政府文教局の番組協賛でNHKラジオ第2放送の学校番組をKSDX局（日本語局）で放送した。当局では主に英語と音楽の授業内容を放送していた。日本復帰後に放送を打ち切り、1972年6月25日にNHK第2が沖縄で開局したと同時に移行した。
- 百万人の英語（文化放送[24]）

日本復帰前から復帰後の財団法人時代まで放送。その後ラジオ沖縄→RBCラジオに移行したが、1989年頃にエフエム沖縄（極東放送改組後の社名）に再移行した。復帰前まではスポンサーなしの「英教（日本英語教育協会）協力」だったが、復帰後は「英教提供」としてスポンサーについた。
- 世の光（太平洋放送協会）
- ルーテルアワー（日本福音ルーテル教会、日本ルーテル・アワー製作）
- まことの救い（日本福音宣教会）

など
ただ、これらのネット番組については、前述の通り宗教放送局の運営資金上CMは流せなかったのだが、自局制作番組と違い、企業・団体からの寄付名目である「番組協賛」という条件でスポンサーをつけていた（上記プロテスタント系団体や文教局を除き通常はスポンサーをつけない）。

## 開始・終了のアナウンス
- 放送開始（毎日基点=月曜日早朝は開始時間の5:00に放送されていたもの）「JOTF（2回）。皆様おはようございます。こちらは極東放送です。極東放送は周波数1251kHz・出力5kW・コールサインJOTFで沖縄県 浦添市小湾のスタジオから放送を行っています。どうぞ、今日も極東放送の番組で楽しい1日をお過ごし下さい。JOTF。極東放送です。」
- 放送終了（毎週日曜付け深夜の放送終了時間の24:00（月曜未明 0:00）に放送されていたもの）「JOTF。お聞きの放送は極東放送です。（少し間を空ける）JOTF。お聞きの放送は1251kHzの極東放送です。極東放送は周波数1251kHz・出力5kW・コールサインJOTFで沖縄県 浦添市小湾のスタジオから放送を行っています。これで今日の番組は全て終了いたします。今日も極東放送の番組をお聞きくださいましてありがとうございました。お休みの前にはもう一度、火の元・戸締りなどをお確かめ下さい。極東放送、この後機器調整のためしばらくお休みをいただきまして、今日月曜日の放送開始は午前5:00でございます。JOTF（2回）。極東放送です。」

いずれも映画音楽（開始時は『ホラ・スタッカート』、終了時は『ティファニーで朝食を』のテーマ曲「ムーン・リバー」のカバー（主旋律がトランペット））をバックに使用して、女性アナウンサーが担当。

## アナウンサー
- 垣花勝也（現・エフエム沖縄専務取締役）
- 長堂英吉（元・作家）
- 岸本邦彦
- 山川始
- 森沢信夫
- 仲地昌京（1960年入局。1962年琉球放送に移籍。定年退職後もRBCiラジオのパーソナリティとして活躍した。2022年3月没[26]）
- 安谷屋真理子（旧姓・山口、後にエフエム沖縄アナウンサーとして在籍した）
- 多喜ひろみ（旧姓・佐久本、現在もエフエム沖縄アナウンサーとして在籍）
- 山田五十鈴
- 玉城米子
- 高嶺初子